# Tilia caroliniana
La Tilia caroliniana es una especie del tilo originaria de Estados Unidos. 

## Hábitat
Es resistente a las heladas. Florece en julio, y las semillas maduran en octubre. Las flores son hermafroditas y son polinizadas por los insectos. Se toma nota para atraer la fauna silvestre. 
La planta prefiere las arenas y suelos arcillosos y requiere un suelo bien drenado. La planta prefiere pH ácido, neutro y básica (alcalina) en los suelos. Puede crecer en semisombra (la luz del bosque, es decir, filtrada) o luz, pero no plena. Requiere suelo húmedo.

## Propagación
Las semillas que en gran parte de la Gran Bretaña son producidas por esta variedad de tilo en no es fecundable. Puede germinar en la primavera siguiente, a pesar de que podría cerca de 18 meses. Semillas de semillero pueden ser de muy lenta germinación. Cuenta con un tegumento duro, embrión de latencia y una capa dura en el pericarpio. Todos estos factores hacen que la semilla puede tardar hasta 8 años para germinar. Una manera de acortar este tiempo es para estratificar las semillas durante cinco meses a altas temperaturas (10 °C por la noche, hasta 30 °C por día) y luego 5 meses de estratificación fría. Cuando son suficientemente grandes para manipularse, es el tiempo de para plantación por la incipiente germinación. 

## Madera
De la fibra se obtiene a partir de la dura corteza interior que puede hacerse en diversos objetos, tales como alfombras, zapatos y telas. Madera ligero y fácilmente de ser trabajada. De varios usos.

## Taxonomía
Tilia caroliniana fue descrita por Philip Miller y publicado en The Gardeners Dictionary: . . . eighth edition Tilia no. 4. 1768.
Etimología
Tilia: nombre genérico que deriva de las palabras griegas: ptilon (= ala), por la característica de las brácteas que facilita la propagación de la fruta por el viento.
caroliniana: epíteto geográfico que alude a su localización en Las Carolinas